# Осока плевельная
Осо́ка плеве́льная (лат. Carex loliacea) — многолетнее травянистое растение, вид рода Осока (Carex) семейства Осоковые (Cyperaceae).

## Ботаническое описание
Светло-зелёное растение с тонкими ползучими корневищами.
Стебли тонкие, но не слабые, шероховатые, 20—40 см высотой.
Листья плоские, 1—1,5 мм шириной, шероховатые, вполовину короче стебля.
Соцветие из (2)3—4(7) почти шаровидных, 0,3—0,5 см длиной, гинекандрических, малоцветковых (с 2—4 пестичными и 1—2 тычиночными цветкам), растопыренных колосков. Чешуи широкояйцевидные, тупые или туповатые, с зелёным килем, по краю широко белоперепончатые, в два раза короче мешочков. Мешочки плоско-выпуклые, на верхушке островатые или туповатые, яйцевидные, продолговато-яйцевидные или эллиптические, (2,2)2,5—3,3(3,5) мм длиной, тонкокожистые, буровато-зелёные, спереди с 10—12 утолщёнными ребристыми жилками, сзади с 5—7 более плоскими, покрытые очень мелкими папиллами или мелкобугорчатые, в основании круглые, в зрелом состоянии сильно отклонённые от оси колоска, без носика. Кроющие листья чешуевидные.
Плодоносит в мае—июне.
Число хромосом 2n=54.
Вид описан из Швеции.

## Распространение
Северная Европа: Фенноскандия; Центральная Европа: Северо-Восточная Польша, Северо-Восточная Румыния; Арктическая часть России: Кольский полуостров (район Печенги, низовья Колы, Поной), Полярный Урал (верховья рек Сиби и Колокольни — притока реки Сыни), низовья Енисея (посёлок Плахино), Корякия — залив Корфа; Прибалтика; Европейская часть России: Карело-Мурманский, Двино-Печорский Ладожско-Ильмский районы, верховья Днепра (редко), верховья Волги, Волжско-Камский район, Северо-Западная Мордовия; Западная Сибирь: запад и юго-восток бассейна Оби, восток бассейна Иртыша, Алтай; Восточная Сибирь: бассейн Енисея, Ленско-Колымский район (к югу от 65° северной широты), Ангаро-Саянский район, Даурия; Дальний Восток: все районы, кроме Командорских и Курильских островов; Средняя Азия: Казахский мелкосопочник (Каркаралинские горы); Центральная Азия: Северная Монголия; Восточная Азия: Северо-Восточный Китай, север Корейского полуострова, остров Хоккайдо; Северная Америка: Аляска, Канада.
Растёт на сфагновых, реже травянистых лесных болотцах, в заболоченных мшистых лесах, по берегам лесных речек и ручьёв.